# Minoru Hata
Minoru Hata (畑 実 Hata Minoru?, Kumamoto, 30 de marzo de 1989) es un exfutbolista japonés que jugaba como guardameta.

## Trayectoria

### Clubes
| Club                | País  | Año       |
| ------------------- | ----- | --------- |
| Ain Food            | Japón | 2011      |
| Roasso Kumamoto     | Japón | 2012-2019 |
| Kagoshima United FC | Japón | 2020      |